# Otok Greben
Koordinati:   43°03′11″N, 16°16′03″E
Otok Greben je majhen nenaseljen otoček v Jadranskem morju. Pripada Hrvaški.
Otoček leži okoli 1 km vzhodno od otoka Vis. Njegova površina meri 0,052 km². Dolžina obalnega pasu je 1,48 km. Najvišja točka na otočku je visoka 32 mnm.